# セーフェル・ハシディム
『セーフェル・ハシディム』（Sefer Hasidim、ヘブライ語: ספר חסידים、敬虔の書）は、アシュケナジ・ハシディズムの教えの基礎となったユダ・ベン・サミュエルによる文書。中世ドイツにおけるユダヤ人の宗教的生活、習慣、信念、伝統について記述されている。
この本は、1538年以来何度も印刷されている。 